# Volga (Schiff, 1970)
Die Volga (ukrainisch Волга) (dt. Wolga) ist ein unter ukrainischer Flagge fahrendes Drei-Sterne-Flusskreuzfahrtschiff, das im Jahre 1970 auf der Schiffswerft Korneuburg der Österreichischen Schiffswerften AG Linz in Korneuburg/Österreich gebaut und an die Sowjetische-Donau-Reederei (russisch ГП Советское Дунайское пароходство ММФ СССР) in Ismajil ausgeliefert wurde. Es ist das Typschiff der Volga-Klasse (Projekt Q-031). Das Schiff wurde nach dem Fluss Wolga benannt.

## Beschreibung
Das Flusskreuzfahrtschiff mit drei Passagierdecks gehört zu einer 1970 hergestellten Baureihe von zwei Schiffen des Typs „Volga“, welche auch als „Projekt Q-031“ bekannt war. Die Volga verfügt über einen dieselelektrischen Antrieb mit zwei Viertakt-Hauptmotoren MWM TbD 440-8 mit Turbolader je 660 kW.

## Einsatz
Die Volga wird auf der Donau auf der Kreuzfahrt-Strecken zwischen Ismajil und Passau, von Tulcea in Rumänien bis nach Passau in zwölf Tagen, eingesetzt.
Zuletzt, vor dem Ukrainekrieg in Eigenregie der Ukrainischen Donaureederei.

## Ausstattung
Das Schiff hat Zweibettenkabinen verschiedener Klassen sowie vier Dreibettkabinen auf dem Hauptdeck welche mit Dusche/WC, Schrank, regulierbarer Lüftung, Bordtelefon und Safe ausgestattet sind. Darüber hinaus stehen drei Bars (eine davon auf dem überdachten Achterdeck), Panorama-Restaurant, Sonnendeck mit beheizbarem Swimmingpool und ein Gemeinschaftsraum zur Verfügung.